# Вільшанківський заказник
Вільша́нківський зака́зник — ландшафтний заказник місцевого значення в Україні. Об'єкт природно-заповідного фонду Сумської області.

## Опис
Розташований у межах Сумського району Сумської області, неподалік від дороги між селами Велика Чернеччина і Вільшанка (на захід від села Вільшанка). 
Площа 132,4 га. Статус надано згідно з розпорядженням голови облдержадміністрації від 14.12.1995 року № 237. Перебуває у віданні Великочернеччинська сільської ради і ДП «Сумський агролісгосп» (кв. 68, вид. 11, 33-34). 
Статус надано для збереження природного комплексу з мальовничими степовими ландшафтами та невеликими лісками. Ділянка типового заплавного ландшафту  Лівобережної України в середній течії р. Псел та її заплави. 
Є осередком зростання рідкісних та занесених до Червоної книги України видів рослин (пальчатокорінник м'ясочервоний), обласного Червоного списку (косарики черепитчасті). 
Є місцем мешкання тварин, занесених до Червоної книги України (горностай, дозорець-імператор, мнемозина, ведмедиця Гера, махаон, ксилокопа звичайна, стрічкарка тополева), занесених до Європейського Червоного списку (деркач), обласного Червоного списку (пастушок, лунь болотяний, бугай, ремез та ін.).